# Lucius Q. C. Lamar
Lucius Q. C. Lamar (Eatonton, 1825. szeptember 17. – Macon, 1893. január 23.) az Amerikai Egyesült Államok szenátora (Mississippi, 1877–1885).